# یوخاری آستانلی
یوخاری آستانلی (به ترکی آذربایجانی: Yuxarı Astanlı) یک منطقه مسکونی در جمهوری آذربایجان است که در شهرستان یاردیملی واقع شده است.